# South African Express
South African Express — южноафриканская региональная авиакомпания со штаб-квартирой в Кемптон-Парк (Экурхулени, Гаутенг, близ Йоханнесбурга, ЮАР). Компания является независимым авиаперевозчиком, однако её маршрутная сеть находится в тесной взаимосвязи с маршрутными сетями South African Airlink и национальной авиакомпании South African Airways.
South African Express была основана в начале 1994 года и начала операционную деятельность 24 апреля того же года. Портом приписки авиакомпании и её главным транзитным узлом (хабом) является Международный аэропорт имени О. Р. Тамбо в Йоханнесбурге, ещё одним концентратором перевозчика выступает Международный аэропорт Кейптаун.

## Маршрутная сеть

Карта маршрутной сети авиакомпании South African Express

В январе 2010 года авиакомпания South African Express выполняла регулярные пассажирские рейсы по следующим пунктам назначения:
- Ботсвана
  - Габороне — Международный аэропорт имени Серетсе Кхамы
- Демократическая Республика Конго
  - Лубумбаши — Международный аэропорт Лубумбаши
- Мозамбик
  - Мапуту — Международный аэропорт Мапуту
- Намибия
  - Уолфиш-Бей — Аэропорт Уолфиш-Бей
  - Виндхук — Международный аэропорт имени Хозеа Кутако
- Южная Африка
  - Блумфонтейн — Аэропорт Блумфонтейн
  - Кейптаун — Международный аэропорт Кейптаун хаб
  - Дурбан — Международный аэропорт имени короля Чаки
  - Ист-Лондон — Аэропорт Ист-Лондон
  - Джордж — Аэропорт Джордж
  - Хоэдспруит — Аэропорт Истгейт
  - Йоханнесбург — Международный аэропорт имени О. Р. Тамбо хаб
  - Кимберли — Аэропорт Кимберли
  - Нелспрейт — Международный аэропорт имени Крюгера Мпумаланги
  - Порт-Элизабет — Аэропорт Порт-Элизабет
  - Ричардс-Бей — Аэропорт Ричардс-Бей

## Флот
По состоянию на 28 апреля 2009 года воздушный флот авиакомпании South African Express составляли следующие самолёты:
- 12 Bombardier CRJ 200ER
- 2 Bombardier CRJ 700 (which are leased from Horizon Air)
- 7 Bombardier Dash 8-Q300
- 2 Bombardier Dash 8-Q400